# CA Douglas Haig
Club Atlético Douglas Haig – argentyński klub piłkarski z siedzibą w mieście Pergamino leżącym w prowincji Buenos Aires.

## Osiągnięcia
- Mistrzostwo ligi regionalnej (Liga de Pergamino) (25): 1920, 1922, 1923, 1924, 1927, 1928, 1933, 1934, 1935, 1936, 1950, 1962, 1964, 1966, 1979, 1981, 1982, 1983, 1984, 1985, 2000, 2001, 2002, 2003, 2004
- Mistrz prowincji Buenos Aires: 1986
- 13 sezonów w drugiej lidze w latach 1986 - 1999.

## Historia
Douglas Haig założony został 18 listopada 1918 roku. Obecnie klub występuje w trzeciej lidze argentyńskiej Torneo Argentino A.
Nazwa klubu pochodzi od brytyjskiego generała z czasów pierwszej wojny światowej generała Douglasa Haiga.